# Мария Луиза Савойская (1729—1767)
Мари́я Луи́за Габриэ́лла Саво́йская (итал. Maria Luisa Gabriella di Savoia; 25 марта 1729, Турин, Сардинское королевство — 22 июня 1767, Кьери, Сардинское королевство) — принцесса Савойского дома, дочь сардинского короля Карла Эммануила III, замуж не вышла и вела благочестивую жизнь в миру; за год до смерти удалилась в монастырь и готовилась к вступлению в Орден Святого Бенедикта.

## Биография
Мария Луиза Габриэлла Савойская родилась в королевском дворце в Турине 25 марта 1729 года. Имя ей было дано в честь тёти по линии отца, Марии Луизы Габриэллы Савойской, королевы Испании. Она была дочерью Карла Эммануила III, короля Сардинии от его второй жены Поликсены Кристины Гессен-Ротенбургской. С рождения и до смерти носила титул Её Королевского высочества, принцессы Савойской, принцессы Сардинской и Пьемонтской.
Мать принцессы умерла в 1735 году, когда ей было всего пять лет. В 1737 году отец женился на Елизавете Терезе Лотарингской, младшей сестре Франциска I, императора Священной Римской империи. Мария Луиза воспитывалась при дворе Сардинского короля с сёстрами и братьями от трёх браков отца и кузенами из Кариньянской ветви рода — принцем Виктором Амадеем и принцессой Марией Терезой Луизой.
Вместе с сестрой, принцессой Элеонорой Марией Савойской, рассматривалась в качестве возможной супруги Луи де Бурбона, дофина Франции, старшего сына короля Людовика XV.
Мария Луиза Савойская никогда не была замужем и приняла решение стать монахиней в Ордене Святого Бенедикта. В апреле 1766 года принцесса удалилась в женский монастырь Святого Андрея в Кьери. Преждевременная смерть помешала ей принести монашеские обеты. Мария Луиза Савойская умерла 22 июня 1767 года и была похоронена в монастыре. 22 марта 1811 года её останки были перенесены в часовню на кладбище при церкви Святого Георгия в Кьери. Только 16 сентября 1823 года по указу Карла Феликса, короля Сардинии, останки принцессы были перенесены в усыпальницу Савойской династии в базилике Суперга.